# Côté cour, côté jardin
Côté cour, côté jardin est un restaurant situé à Liège et géré par Charlotte Depierreux.

## Histoire
Il a été repris en 2019 par Charlotte Depierreux. Après deux années à la tête du restaurant, la restauratrice remporte le Boulet de Cristal.
À la suite des inondations de 2021, Charlotte et son équipe ont préparé plusieurs dizaines de milliers de repas afin d'aider les sinistrés. En 2022, le restaurant a également exposé diverses photos des bénévoles. À la suite de son élan de générosité, la Liégeoise a été chevalière du Mérite Wallon.
En 2023, le restaurant a été déclaré en faillite. À la suite d'un élan de générosité, un financement participatif a été réalisé afin de permettre au restaurant liégeois de persister,. Ce n'est cependant pas suffisant et le restaurant est encore déclaré en faillite en 2024.

## Prix
Le restaurant remporté le Boulet de Cristal en 2021.